# Miguel Cáceres
Miguel Cáceres (Miguel Ángel Cáceres Báez) (Campo Nuevo, 6 de junho de 1978) é um ex-futebolista paraguaio que atuava como centroavante.

Hoje, o ex-jogador está com 44 anos.

## Carreira
Miguel Cáceres integrou a Seleção Paraguaia de Futebol na Copa América de 2001.
- Miguel Cáceres, ingressa no dia 1° de janeiro de 1998 no Guaraní U20, onde fica até 2000.
- Miguel Cáceres, ingressa no dia 1° de janeiro de 2000 no Guaraní, onde fica até 2001.
- Miguel Cáceres, integrou a Seleção Paraguaia de Futebol na Copa América de 2001.
- Miguel Cáceres, ingressa no dia 19 de janeiro de 2001 no Rosario Central, onde fica até 2003.
- Miguel Cáceres, ingressa no dia 1° de janeiro de 2003 no Levante, por 380 mil euros, onde fica até julho do mesmo ano.
- Miguel Cáceres, ingressa no dia 1° de julho de 2003 no Badajoz, onde fica até 2004.
- Miguel Cáceres, ingressa no dia 1° de janeiro de 2004 no Nueva Chicago, onde encerra sua carreira.